# Anastassia Samoïlenko
Anastassia Sergueïevna Samoïlenko (en russe : Анастасия Сергеевна Самойленко) (née Chliakhovaïa le 5 octobre 1990 à Jovtneve) est une joueuse de volley-ball russe. Elle mesure 1,92 m et joue au poste de centrale. Elle totalise 51 sélections en équipe de Russie. 

## Clubs
| Club                     | De        | À         |
| ------------------------ | --------- | --------- |
| Oufimotchka Oufa         | 2006-2007 | 2012-2013 |
| Omitchka Omsk            | 2013-2014 | 2014-2015 |
| Dinamo Krasnodar         | 2015-2016 | 2016-2017 |
| Dinamo Kazan             | 2017-2018 | 2019-2020 |
| JVK Ienisseï Krasnoïarsk | 2020-2021 | …         |

## Palmarès

### Équipe nationale
- Grand Prix mondial
  - Finaliste : 2015.
- Championnat d'Europe
  - Vainqueur : 2013.

### Clubs
- Coupe de Russie
  - Vainqueur : 2015, 2017.
  - Finaliste : 2014.
- Coupe de la CEV
  - Vainqueur : 2016.
- Supercoupe de Russie
  - Finaliste : 2017, 2018.
- Championnat de Russie
  - Finaliste : 2018.